# Sei giorni della canzone 1958
Questa pagina raccoglie i dati relativi all'edizione della Sei giorni della canzone del 1958.

## La manifestazione
Presenta Corrado con Marisa Borroni; l'orchestra di 24 elementi è diretta da Mario Bertolazzi, vi è poi la formazione jazz di Gorni Kramer.
La serate si svolgono al Teatro Smeraldo di Milano.
La finale dell'edizione 1958 della Sei giorni della canzone si svolge il 6 dicembre, presentata da Fulvia Colombo.
Vince Wera Nepy con la canzone Chiamami autunno. Al secondo posto Proteggimi interpretata da Mina, terza Il grande cielo cantata da Arturo Testa, quarta Welcome to Italy interpretata da Achille Togliani.

## I partecipanti
- Lunedì 1º dicembre - Sabato 6 dicembre 1958: 
  - Franca Aldrovandi - Dischi Royal
  - Enzo Amadori - Embassy
  - Babette - Juke-Box
  - Paolo Bacilieri - Combo Record
  - Nuccia Bongiovanni - Combo Record
  - Adriano Celentano - Jolly
  - Anna D'Amico con Noi siamo - Combo Record
  - Ernesto D'Angelo
  - Niki Davis - Bluebell
  - Wilma De Angelis - Philips
  - Duo Festival
  - Flo Sandon's con Il tuo sorriso (testo di Giancarlo Testoni; musica di Pino Spotti) - Durium
  - Franco Franchi - Combo Record
  - Jenny Luna - Juke-Box
  - Mina con Proteggimi - Italdisc
  - Wera Nepy con Chiamami autunno (testo di Pino Massara e Livio Faustini; musica di Vigilio Piubeni) - Carisch
  - Nick Pagano - Vis Radio
  - Tony Renis - Combo Record
  - Nando Rives - Sabrina
  - Wilma Roy - Tiger
  - Clem Sacco - Smeraldo Records
  - Renato Sambo - Juke-Box
  - Lia Scutari - The Red Record
  - Joe Sentieri - Juke-Box
  - Arturo Testa con Il grande cielo - Philips
  - Achille Togliani con Welcome To Italy (testo di Luciano Beretta; musica di Vittorio Sforzi)
  - Mirella Viney (Fonit-Cetra)